# Фігове листя (фільм)
«Фігове листя» (англ. Fig Leaves) — американська німа комедія режисера Говарда Гоукса 1926 року. Копія фільму зберігається в Музеї модерного мистецтва в Нью-Йорку.

## Сюжет
Подружня пара живе в Едемі та в сучасному Нью-Йорку. 

## У ролях
- Джордж О’Браєн — Адам Сміт
- Олів Борден — Ів Сміт
- Філіс Гевер — Гейл Еткінс
- Джордж Беранжер — Джозеф Андре